# Ney Rosauro
(Evelyn Glennie)
Ney Rosauro (Rio de Janeiro, 24 ottobre 1952) è un compositore, percussionista e musicologo brasiliano.

## Biografia
Ney Rosauro è conosciuto soprattutto per aver dato largo spazio alle  percussioni nelle sue composizioni; numerosi, infatti, i suoi concerti e altri brani solistici dedicati a questi strumenti (in particolar modo alla marimba e al vibrafono). Ha iniziato la sua formazione presso l' Università di Brasilia, per poi continuarla in Germania presso il Musikhochschule Würzburg dove si è diplomato seguito dal maestro Siegfried Fink, infine all'Università di Miami dove ha poi intrapreso la carriera accademica: tuttora vi ricopre il ruolo di Direttore degli studi di strumenti a percussione. Tra le sue composizioni più conosciute e suonate, si citano Concerto per marimba e orchestra d'archi, 3 preludi per marimba (no.1 in mi minore; no.2 in la maggiore; no.3 in do maggiore); Rapsodia per percussioni sole e orchestra, Concerto per vibrafono e orchestra.